# 淵村
淵村（ふちむら）は、長崎県の西彼杵半島にあった村。西彼杵郡に属した。1898年（明治31年）に一部が長崎市、西彼杵郡浦上山里村に編入し、残部が小榊村として分立した。
現在の長崎市中央地区の一部、及び小榊地区にあたる。

## 地理
西彼杵半島の南西部に位置し、西岸を角力灘に接する。
- 山：稲佐山
- 島嶼：神ノ島[2]、皇后島（ねずみ島）[2]、四郎ヶ島、高鉢島、中ノ島、松島
- 河川：浦上川
- 港湾・海域：長崎湾、長崎港

## 沿革
江戸時代は幕府領の山里掛 と淵掛、大村藩領の家野・木場（古場）・滑石・北・西の各村 があり、これらを合わせて浦上村と称した。後に大字浦上淵となる地域は上記のうち「淵掛」の地域にあたる。また、後に大字神ノ島となる地域は佐賀藩深堀領に属し、キリシタンの村として知られた。
淵掛・神ノ島の両区域は、明治初期から中期にかけて幾度かの村域変遷を経て、1880年（明治13年）に深堀本村より分割された14村のうちの1村として神ノ島村が、1882年（明治15年）に浦上村より分割された2村のうちの1村として浦上淵村がそれぞれ成立した。
- 1889年（明治22年）4月1日 - 町村制施行により、浦上淵村と神ノ島村が合併し西彼杵郡淵村が発足。
- 1898年（明治31年）10月1日 - 淵村が以下の3市村に分割され、自治体として消滅。

1. 淵村の一部（大字浦上淵のうち竹ノ久保郷・稲佐郷・船津郷・平戸小屋郷・水ノ浦郷・瀬ノ脇郷・飽ノ浦郷・岩瀬道郷・立神郷・西泊郷の各全域、及び木鉢郷の一部）が下長崎村の全域及び戸町村、上長崎村の各一部[8] とともに長崎市に編入。
2. 淵村の一部（大字浦上淵のうち寺野郷）が浦上山里村に編入。
3. 淵村の残部（大字浦上淵のうち木鉢郷の残部、小瀬戸郷の全域、及び大字神ノ島[9]）を小榊村として分立。

## 地名
淵村では大字を冠称した郷を行政区域とする地域と、大字のみを行政区域とする地域が混在する。
大字浦上淵
- 飽ノ浦郷（あくのうら）
- 稲佐郷
- 岩瀬道郷
- 木鉢郷
- 小瀬戸郷（こせど）
- 瀬ノ脇郷
- 竹ノ久保郷
- 立神郷
- 寺野郷
- 西泊郷
- 平戸小屋郷
- 船津郷
- 水ノ浦郷

大字神ノ島
- （郷なし）[9]

## 名所・旧跡
村内には江戸時代に平戸藩などによって築造された台場跡が多く残る。
- 神崎台場跡
- 四郎ヶ島台場跡[10]
- 高鉢台場跡